# Rockamovya
Rockamovya è un album del gruppo reggae californiano Rockamovya, progetto parallelo di Harrison Stafford, Marcus Urani e Ryan Newman dei Groundation, con Leroy "Horsemouth" Wallace e Will Bernard, ed è datato 2008.

## Tracce
1. Take the Night - 5.56
2. Ya Better Rally - 5.12
3. The Bounty - 5.50
4. Warrior Sound - 6.58
5. Battling Within - 5.12
6. Red Rose - 7.10
7. Coolin'I - 8.03
8. Brown Stew Fish - 5.51
9. Rock in Place - 5.26
10. Horse Dance - 6.04